# Franco Assetto
Franco Assetto, né en 1911 à Turin (Piémont) et mort en 1991 à New York, était un sculpteur et peintre italien actif au XXe siècle.

## Biographie
Franco Assetto a vécu aux États-Unis pendant une grande partie de sa vie.
Il faisait partie d'une poignée d'artistes qui, comme Fontana, Capogrossi, Burri, a recommencé à partir de zéro en mettant l'expérience en tant que condition essentielle pour la recherche artistique. Ce fait constitue la principale possibilité de construire la propre expérience existentielle des artistes.
Lorsque les expériences avec l'informalisme atteint le point de saturation, il a développé un autre baroque.
Par la suite il s'est intéressés aux potentiel artistique de l'eau et a conçu un certain nombre de fontaines publiques. Au musée de son travail à Frontino en Italie on peut voir une de ses fontaines.
Ses autres œuvres d'art public comprennent la Via Crucis à l'église catholique Saint-Basile de Los Angeles et The Big Candy dans MacArthur Park à Los Angeles.
Pour plus de 20 ans, il a été marié à la mécène et compositrice de musique contemporaine Betty Freeman. Le compositeur Lou Harrison a écrit pour les deux une Sérénade pour Betty Freeman et Franco Assetto.

## Œuvres
- Via Crucis à l'église catholique Saint-Basile de Los Angeles
- The Big Candy dans MacArthur Park, à Los Angeles

## Sources
- (en) Cet article est partiellement ou en totalité issu de l’article de Wikipédia en anglais intitulé « Franco Assetto » (voir la liste des auteurs).